# Lisowice (zniesiona osada)
Lisowice – dawna osada w Polsce, położona w województwie dolnośląskim, w powiecie średzkim, w gminie Kostomłoty..
W latach 1975–1998 miejscowość należała administracyjnie do województwa wrocławskiego.
Nazwę zniesiono z 2023 r..